# Litophyton orientale
Litophyton orientale är en korallart som beskrevs av Hilario Atanacio Roxas 1933. Litophyton orientale ingår i släktet Litophyton och familjen Nephtheidae. Inga underarter finns listade i Catalogue of Life.